# Giustino Ferri
Giustino Lorenzo Ferri, né le 23 mars 1856 à Picinisco et mort le 13 mai 1913 à Rome, est un écrivain et un journaliste italien.

## Biographie
Après une scolarité au lycée Tulliano (it) d'Arpino, Giustino Ferri passe son diplôme de droit à Naples en 1878.
Il déménage à Rome en 1880 et commence à collaborer à la revue Capitan Fracassa, fondée la même année par Luigi Arnaldo Vassallo (it) (qui en est devenu le directeur), Federico Napoli, Gennaro Minervini (it) et Giuseppe Turco (it). À partir de 1881, il commence à écrire aussi dans la Cronaca Bizantina (it), où il tient la rubrique Salotti romani avec Matilde Serao, puis à partir de 1884 dans la Domenica letteraria ainsi que Il Fanfulla (it). De 1887 à 1899 il collabore au journal Don Chisciotte della Mancia, au Don Chisciotte a Roma et à Il Caffaro (it), journal génois, dont Vassalo est également directeur. Il écrit des articles de critique théâtrale de 1889 à sa mort, d'abord dans La Rivista d'Italia, puis dans Il Tirso, et enfin dans la Nuova Antologia (it).
Membre et animateur du milieu littéraire romain, qui se retrouve en particulier au Caffè Bussi, il fréquente assidûment Gabriele d'Annunzio, Luigi Capuana et Luigi Pirandello. Dans les revues auxquelles il collabore, il publie souvent des nouvelles, des notes littéraires et également des romans par épisodes. Son œuvre de journaliste et narrative est vaste : seize romans (dont trois inachevés), une centaine de récits et un millier d'articles.
Les critiques soulignent dans son œuvre la filiation avec le climat culturel créé par la Scapigliatura, l'influence du vérisme et l'influence des récits de D'Annunzio, mais mettent en évidence la difficulté de l'inscrire dans une école particulière. « Ferri (…) ne s'est pas laissé emprisonner dans les frontières d'un mouvement ou d'une école. Il a été un éclectique par vocation et par conviction ».

## Œuvres

### Romans
- 1881 : Un dramma dell'Alhambra, en feuilleton dans Capitan Fracassa
- 1882 : L'ultima notte, en feuilleton dans Capitan Fracassa
- 1883-1884 : Il duca di Fonteschiavi, supplément au Caffaro, Gênes
- 1884 : Roma gialla, Sommaruga, Rome, recueil des trois romans précédents, le premier avec le titre modifié en Gli orecchini di Stefania
- 1881 : La vergine dei sette peccati: romanzo romantico, en feuilleton dans Capitan Fracassa
- 1885 : La vergine dei sette peccati: romanzo romantico, en volume, Verdesi, Rome
- 1891 : La crisi, en feuilleton dans Don Chisciotte della Mancia
- 1892 : Il capolavoro, en feuilleton dans le Caffaro
- 1892 : La canaglia, ovvero Roma sconosciuta, Perino, Rome
- 1892 : Roma sotterranea, Perino, Rome
- 1901 : Il capolavoro, en volume, Società Editrice Nazionale Roux e Viarengo, Rome-Turin